# 백색전화

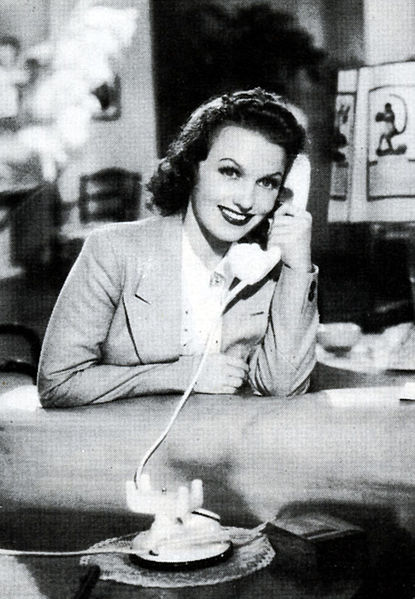
막스 노이펠트 (1938)의 수치의 집

백색전화(Telefoni Bianchi)는 1930년대와 1940년대 무솔리니 집권기 이탈리아 영화계에서 당시 미국의 코미디를 모방하여 제작된 영화 장르를 일컫는다. 이는 당대의 또 다른 중요한 스타일인 매우 예술적인 칼리그라피스모와는 뚜렷한 대조를 이뤘다. 텔레포니 비안키 영화는 1930년대 초 이탈리아 코미디 영화의 성공에서 탄생했으며, 어떤 지식주의나 은밀한 사회 비판도 제거된 가벼운 버전이었다.

## 이름
이 이름은 이 시기에 제작된 초기 영화의 장면에 하얀 전화기가 등장했던 것에서 유래한다. 이는 사회적 풍요로움의 징후이자, 더 저렴하고 널리 보급되어 검은색이었던 "대중적인" 베이클라이트 전화기와 차이를 나타내는 지위 상징이었다. 이 영화들에 부여된 또 다른 정의는 그 해에 유행했던 국제적인 데코 스타일을 연상시키는 가구 오브제가 강하게 존재했기 때문에 "데코 시네마"이다.

## 기원
텔레포니 비안키 영화 장르의 뿌리는 1920년대 마리오 카메리니의 영화, 특히 레일즈 (1929)에서 찾아볼 수 있다. 이 영화에서 감독은 독일 표현주의 영화의 반향을 담거나 동시대 소련 영화 아방가르드를 인용하며 위기 시대의 현실을 실시간으로 포착했다. 텔레포니 비안키 영화는 1930년대 초 이탈리아 코미디 영화의 성공에서 탄생했으며, 어떤 지식주의나 은밀한 사회 비판도 제거된 가벼운 버전이었다. 텔레포니 비안키 장르의 첫 영화는 고프레도 알레산드리니의 개인 비서 (1931)였다.

## 개요

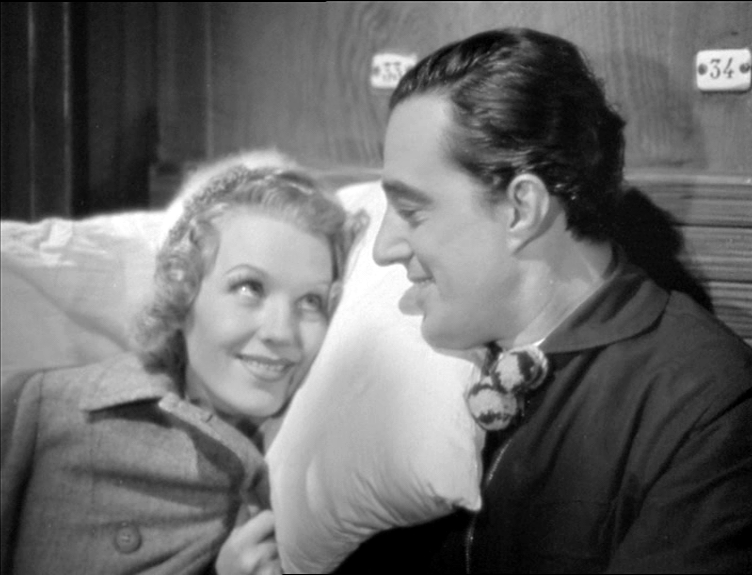
마리오 카메리니 (1939)의 백화점

1930년대와 1940년대에 텔레포니 비안키와 같은 가벼운 코미디가 이탈리아 영화에서 지배적이었다. 이 영화들은 호화로운 세트 디자인을 특징으로 했으며 보수적인 가치와 권위에 대한 존중을 장려했고, 일반적으로 정부 검열관의 감시를 피했다. 텔레포니 비안키는 이후 수십 년 동안 명성을 떨칠 수많은 시나리오 작가들(체사레 자바티니와 세르조 아미데이 포함), 그리고 특히 귀도 피오리니, 지노 카를로 센사니, 안토니오 발렌테와 같은 수많은 세트 디자이너들의 시험대 역할을 했다. 이들은 성공적인 그래픽 발명 덕분에 이 작품들이 당시 프티 부르주아지 미학의 일종의 "요약"이 되도록 이끌었다.
작가 중 마리오 카메리니는 이 장르의 가장 대표적인 감독이다. 1930년대에 가장 다양한 경향을 시도한 후, 그는 남자들은 정말 나쁜 놈들이야! (1932), 막스 씨 (1937), 백화점 (1939)으로 행복하게 멜로 코미디 영역으로 넘어갔다. 다른 영화에서는 프랭크 캐프라 (하트비트, 1939)와 르네 클레르 (백만 달러를 주마, 1936)의 초현실주의를 모델로 한 할리우드 스타일 코미디와 자신을 비교한다. 카메리니는 전형적이고 대중적인 이탈리아인의 모습에 관심을 가졌으며, 미래 이탈리아 코미디의 일부 요소를 예견하기도 했다. 그의 주요 해석자였던 비토리오 데 시카는 마달레나, 제로 학점 (1940)과 테레사 베네르디 (1941)에서 그의 가르침을 이어받아 배우들의 연출과 세팅에 대한 세심한 주의를 강조했다.

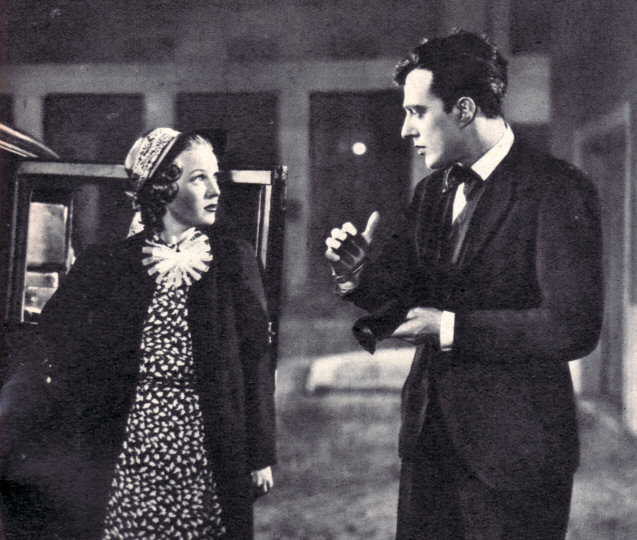
마리오 카메리니 (1937)의 막스 씨

다른 감독으로는 마리오 마톨리 (여학생 일기, 1941), 장 드 리뮈르 (환영, 1944), 막스 노이펠트 (수치의 집, 1938; 한 달에 천 리라, 1939) 등이 있다. 마리오 본나르의 사실주의 코미디 (우체부 전, 1942; 행상인과 여인, 1943)는 텔레포니 비안키의 특징에서 부분적으로 벗어나 성격이 부분적으로 다르다. 곧 주제는 반복되고 점점 더 예측 가능하며 평범해지기 시작했다. 나중에 제2차 세계 대전이 악화되면서 이 장르의 제작은 점점 더 드물고 불연속적이 되었고, 결국 파시스트 정권의 몰락 (1943)과 함께 완전히 사라졌다.

## 특징
이 영화들의 가장 중요한 상징은 상당히 비싼 아르데코 세트에 등장하는 하얀 전화기이다. 이는 영화를 보는 대중에게는 일반적으로 접하기 힘든 부르주아적 부의 지위 상징이자, 셜리 템플 컬을 한 아이들이다. 이 영화들은 가족의식, 권위에 대한 존중, 엄격한 사회 계급 계층 및 시골 생활을 장려하는 사회적으로 보수적인 경향을 보였다. 이 장르는 또한 현대 영화 평론가들에게 "헝가리 스타일 코미디"로 불리는데, 그 이유는 대본이 종종 헝가리 작가들이 쓴 무대극을 각색한 것이었기 때문이다(당시 할리우드 제작에도 인기 있는 원작이었다).
바우하우스의 기능주의 또한 이탈리아에 도달했으며, 이 영화들에서 볼 수 있듯이 이탈리아는 현대적이고 효율적인 이미지를 "재건"하고 있으며 소비주의가 조심스럽게 확산되기 시작하는 모습을 반영하고 있었다. 이는 합리주의 건축 양식과 파시스트 정권이 추진했던 산업적 열정으로 대표되었다. 이 가벼운 영화들에는 미래에 대한 희망을 엿볼 수 있는 매력이 있었다.

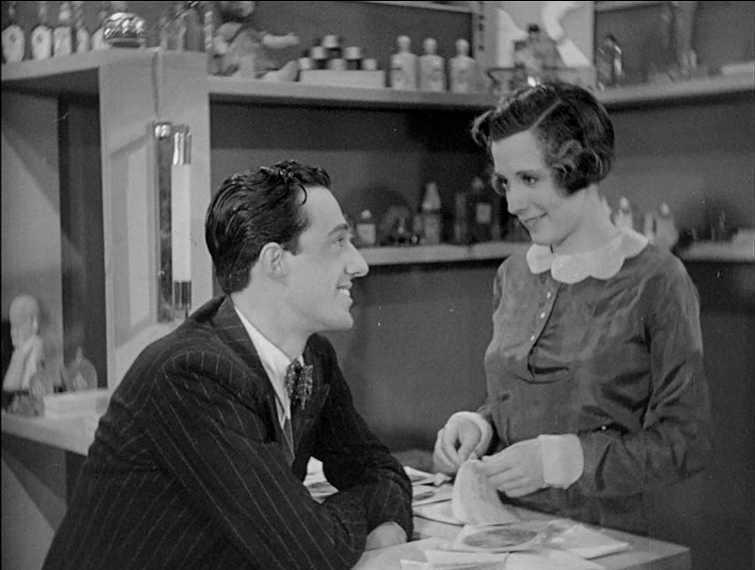
마리오 카메리니 (1932)의 남자들은 정말 나쁜 놈들이야!

부르주아적 배경은 프랭크 캐프라와 같은 미국 영화 코미디를 미학적으로 반영했다. 소시민의 희망은 현실이 될 수밖에 없었다. 한 달에 천 리라와 같은 영화뿐만 아니라 같은 이름의 노래도 노골적인 경쾌함과 똑같이 불경스러운 환기로 역사에 남았다. 멜로디 요소는 종종 다시 나타났고, 이 영화들 중 다수에는 적어도 하나의 히트곡이 포함되어 있었다(영화 자체보다 훨씬 더 유명해진 남자들은 정말 나쁜 놈들이야!를 위해 작곡된 마리우, 사랑을 말해줘를 생각해보라).
그러나 이러한 풍요와 진보의 표현은 당시 이탈리아의 현실과는 거리가 멀었다. 부유하고(어떤 경우에는 심지어 호화로운), 진보적이며, 해방되고 교육받은 사회의 표현은 그 당시 실질적으로 가난하고 물질적, 도덕적으로 뒤떨어졌으며 대부분의 인구가 문맹이었던 이탈리아의 실제 상황과 크게 대조되었다. 또한 이 영화들의 열광적이고 즐겁고 태평한 분위기는 파시스트 독재에 굴복하고 곧 제2차 세계 대전에 참전할 국가의 암울한 상황과 충돌하는 것처럼 보였다.

## 주요 인물
이 장르의 가장 중요한 감독은 다음과 같다: 마리오 카메리니, 알레산드로 블라세티, 마리오 본나르, 마리오 마톨리, 카를로 루도비코 브라갈리아, 막스 노이펠트, 젠나로 리겔리. 가장 대표적인 배우는 다음과 같다: 카테리나 보라토, 아시아 노리스, 체스코 바세조, 엘사 메를리니, 로사노 브라치, 클라라 칼라마이, 릴리아 실비, 베라 카르미, 지노 세르비, 발렌티나 코르테세, 비토리오 데 시카, 도리스 두란티, 루이사 페리다, 포스코 자케티, 아메데오 나자리, 알리다 발리, 카를로 캄파니니, 케코 리소네.

## 검열

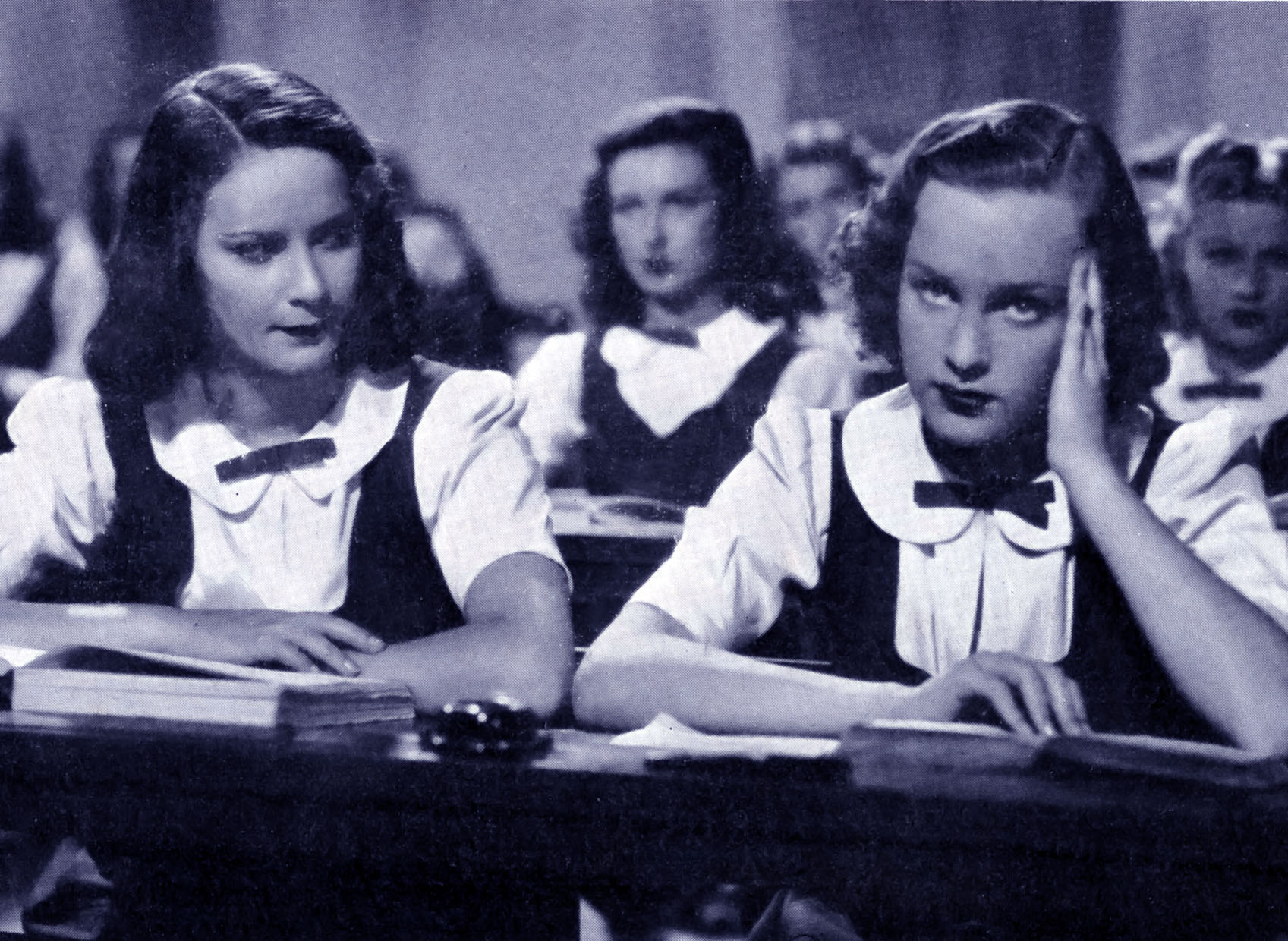
마리오 마톨리 (1941)의 여학생 일기

당국의 검열로 인한 제한을 피하기 위해, 잠재적으로 논란의 여지가 있는 주제(예: 당시 이탈리아에서 불법이었던 이혼이나 당시 이탈리아 법에 따라 처벌 대상이었던 간통)를 다루는 플롯의 경우, 배경은 종종 다양한 해외 – 때로는 가상의 – 동유럽 국가로 설정되었지만, 항상 이탈리아 주인공이 등장했다.

## 네오레알리스모에 미친 영향
네오레알리스모 영화 제작자들은 자신들의 거친 영화를 텔레포니 비안키 스타일의 이상화되고 주류적인 품질에 대한 반작용으로 보았다. 그들은 세트 및 스튜디오 제작의 화려하고 대단한 기교와 일상생활의 흐트러진 아름다움, 인간의 삶과 고통에 대한 엄격한 묘사를 비교하고 대조하며, 대신 현장에서 비전문 배우들과 함께 작업하기로 선택했다.

## 여파
페데리코 펠리니의 영화 아마코드 (1973)에서는 그라디스카의 왕자와의 성적인 꿈에서 이 대중적인 영화 운동을 풍자한다. 텔레포니 비안키 영화 시대는 디노 리시가 감독한 1976년 영화 하녀의 경력에서 회상된다.

## 주목할 만한 영화

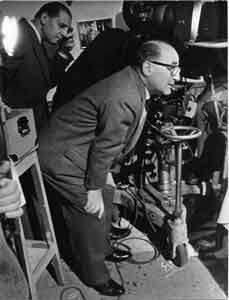
마리오 카메리니

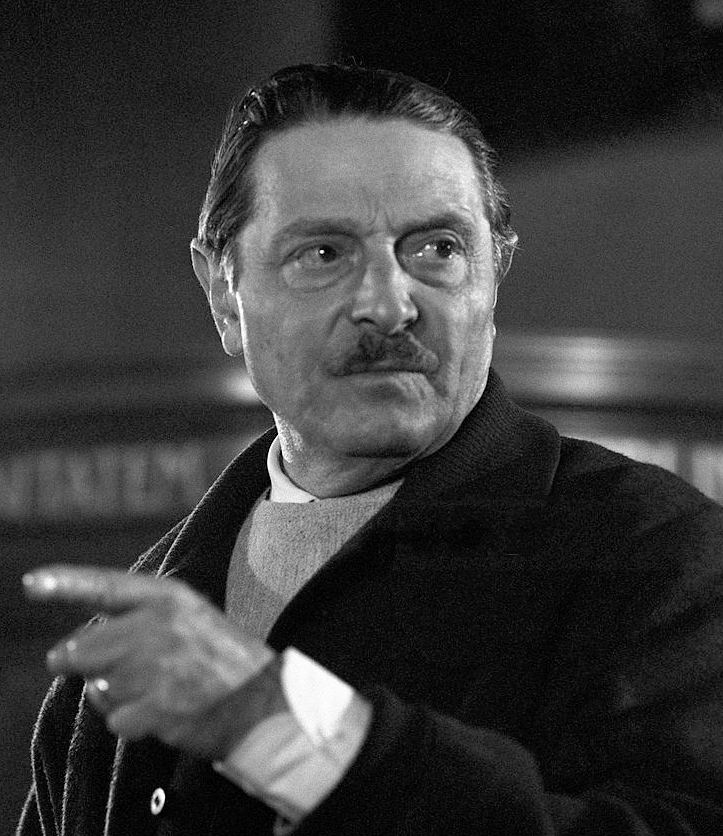
알레산드로 블라세티

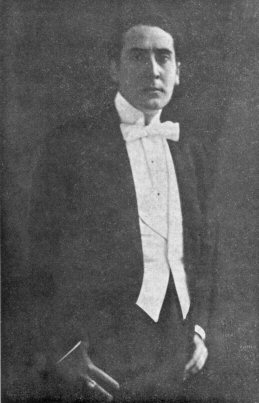
마리오 본나르

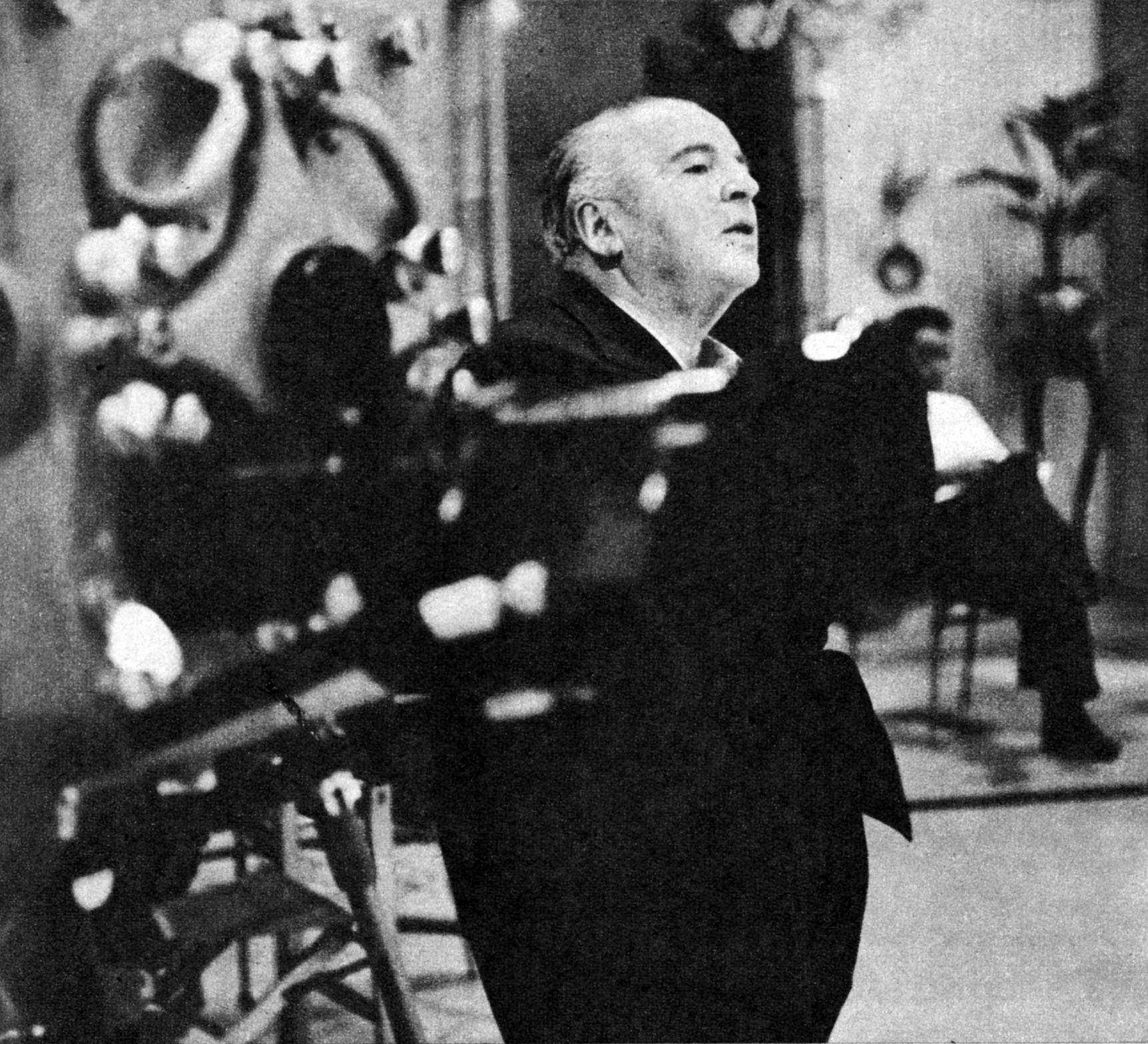
마리오 마톨리

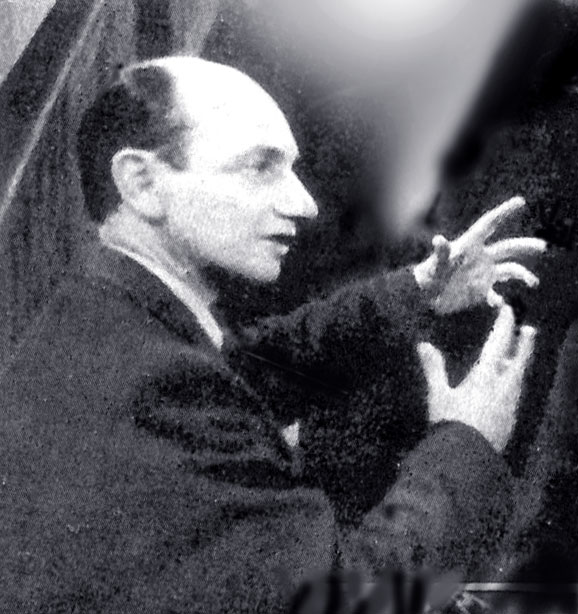
카를로 루도비코 브라갈리아

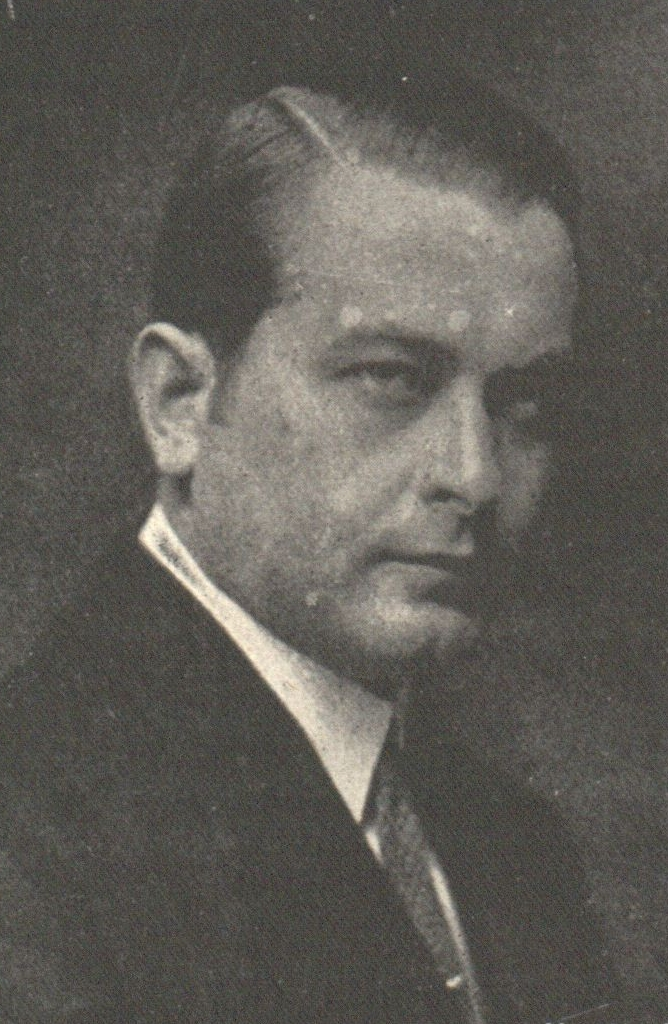
막스 노이펠트

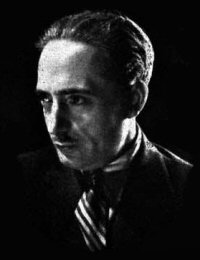
젠나로 리겔리

- 고프레도 알레산드리니의 개인 비서 (1931)
- 귀도 브리그논의 마성의 남자 (1931)
- 발다사레 네그로니의 두 행복한 마음 (1932)
- 마리오 카메리니의 남자들은 정말 나쁜 놈들이야! (1932)
- 페루치오 비안치니와 에메리히 보이테크 에모의 당신과의 하룻밤 (1932)
- 귀도 브리그논의 천국 (1932)
- 페루치오 비안치니와 에메리히 보이테크 에모의 모델 모집 (1933)
- 암레토 팔레르미의 니니 팔팔라 (1933)
- 칼 보제의 파프리카 (1933)
- 칼 보제의 행운의 다이아몬드 (1933)
- 마리오 카메리니의 백만 달러를 주마 (1935)
- 마리오 본나르의 아담의 나무 (1936)
- 젠나로 리겔리의 백인 아마존 (1936)
- 엔리코 구아초니의 하지만 심각한 건 아니야 (1936)
- 엔리코 구아초니의 다이아몬드 왕 (1936)
- 마리오 마톨리의 다른 세상에서의 7일 (1936)
- 마리오 마톨리의 광장의 음악 (1936)
- 마리오 마톨리의 웃는 남자 (1936)
- 고프레도 알레산드리니의 두 세계 사이의 여인 (1936)
- 눈치오 말라솜마의 당신을 더 이상 알지 못해 (1936)
- 암레토 팔레르미의 두 명의 염세주의자 (1937)
- 마르코 엘테르의 가짜 해적 (1937)
- 마리오 본나르의 흉포한 살라딘 (1937)
- 조르조 페로니의 세 가지 소원 (1937)
- 마리오 마톨리의 펠리치타 콜롬보 (1937)
- 제로 잠부토의 나에게서 떨어져! (1937)
- 마리오 카메리니의 막스 씨 (1937)
- 코라도 데리코의 카스틸리오니 형제 (1937)
- 마리오 마톨리의 이 아이들 (1937)
- 마리오 마톨리의 폼페오의 마지막 날들 (1937)
- 라파엘로 마타라초의 카니발이 다시 시작됐다 (1937)
- 알레산드로 블라세티 감독의 파르마 백작부인 (1937)
- 엔리코 구아초니의 남편을 잃었어! (1937)
- 오레스테 비안콜리의 오늘 밤 11시 (1938)
- 마리오 마톨리의 흰 옷의 여인 (1938)
- 앙드레 베르토미외와 마리오 솔다티의 몬테카를로의 여인 (1938)
- 막스 노이펠트의 수치의 집 (1938)
- 귀도 브리그논의 남자들만 (1938)
- 마리오 마톨리의 어떤 여인이 그랬다 (1938)
- 코라도 데리코의 바다의 별 (1938)
- 카밀로 마스트로친퀘의 레티치아와 살고 싶어 (1938)
- 젠나로 리겔리의 그들이 한 남자를 납치했다 (1938)
- 막스 노이펠트의 한 달에 천 리라 (1939)
- 마리오 마톨리의 부인, 분부대로 (1939)
- 눈치오 말라솜마의 우리는 일곱 자매였다 (1939)
- 알레산드로 블라세티의 무대 뒤 (1939)
- 마리오 카메리니의 하트비트 (1939)
- 막스 노이펠트의 불필요한 부재 (1939)
- 막스 노이펠트의 성 공 (1939)
- 아우구스토 제니나의 허공의 성 (1939)
- 마리오 마톨리의 우리는 일곱 명의 미망인이었다 (1939)
- 마리오 카메리니의 백화점 (1939)
- 마리오 마톨리의 분당 천 킬로미터! (1939)
- 마리오 마톨리의 네가 어떤지 봐... 네가 어떤지 봐? (1939)
- 라파엘로 마타라초의 루볼리토 후작 (1939)
- 마리오 본나르의 하룻밤의 아버지 (1939)
- 코라도 데리코의 다이아몬드 (1939)
- 막스 노이펠트의 위험에 처한 아내 (1939)
- 카를로 루도비코 브라갈리아의 미친 동물들 (1939)
- 젠나로 리겔리의 얼굴 없는 목소리 (1939)
- 카를로 캄포갈리아니의 장난의 밤 (1939)
- 마리오 카메리니의 문서 (1939)
- 카를로 보르게시오의 미소를 위한 2백만 (1939)
- 마리오 카메리니의 십만 달러 (1940)
- 페르디난도 마리아 포조리의 안녕 청춘 (1940)
- 디노 팔코니의 큰 신발 (1940)
- 카를로 루도비코 브라갈리아의 불가능한 가족 (1940)
- 주세페 아마토와 비토리오 데 시카의 붉은 장미 (1940)
- 눈치오 말라솜마의 그럼 이혼할 거야 (1940)
- 비토리오 데 시카의 마달레나, 제로 학점 (1940)
- 라디슬라오 바이다의 건망증이 있는 이모 (1940)
- 막스 노이펠트의 붉은 주점 (1940)
- 마리오 마톨리의 나한테 말하지 마! (1940)
- 암레토 팔레르미의 행복한 유령 (1941)
- 칼 보제의 브람빌라 가족 휴가 가다 (1941)
- 라파엘로 마타라초의 행운의 밤 (1941)
- 마리오 마톨리의 여학생 일기 (1941)
- 비토리오 데 시카의 테레사 베네르디 (1941)
- 조르조 시모넬리의 4월의 남편 (1941)
- 라파엘로 마타라초의 위층 모험가 (1941)
- 카밀로 마스트로친퀘의 마지막 춤 (1941)
- 마리오 마톨리의 나는 내 마음대로 살아 (1942)
- 카르미네 갈로네의 나바르의 여왕 (1942)
- 라파엘로 마타라초의 결혼의 날 (1942)
- 라슬로 키시의 아가씨 (1942)
- 카를로 루도비코 브라갈리아의 행복한 날들 (1942)
- 루이지 잠파의 항상 '하지만'이 있어! (1942)
- 라파엘로 마타라초의 아빠의 개구쟁이 (1942)
- 카를로 루도비코 브라갈리아의 달리는 음악 (1943)
- 마리오 마톨리의 활기찬 테레사 (1943)
- 알프레도 과리니의 여인 없이 (1943)
- 로베르토 사바레세의 7년간의 행복 (1943)
- 마리오 마톨리의 노래를 위해서라면 무엇이든 (1943)
- 조르조 비앙키의 작은 아내 (1943)
- 마리오 본나르의 정말 훌륭한 가족 (1945)[note 1]

## 같이 보기
- 이탈리아의 영화
- 칼리그라피스모
- 네오레알리스모

## 내용주
1. ↑  1943년 7월 25일 사건으로 인해 영화 제작이 중단되거나 일시적으로 보류되었다. 이 영화는 제2차 세계 대전이 끝난 후 1945년 말에야 일반 영화관에 개봉되었다.

## 참고 문헌
- Bispuri, Ennio (2020). 《Il cinema dei telefoni bianchi》 [하얀 전화기의 영화] (이탈리아어). Bulzoni. ISBN 978-8868972127.
- Massimo, Mida (1980). 《Dai telefoni bianchi al neorealismo》 [하얀 전화기에서 네오레알리스모까지] (이탈리아어). Laterza. ISBN 978-8842017219.
- Savio, Francesco (1975). 《Ma l'amore no: realismo, formalismo, propaganda e telefoni bianchi nel cinema italiano di regime 1930-1943》 [하지만 사랑은 아니야: 1930-1943년 이탈리아 정권 영화의 사실주의, 형식주의, 선전 및 하얀 전화기] (이탈리아어). Sonzogno.[ISBN unspecified]